# Grb Alžira
Grb Alžira (ar. شعار الجزائر) je usvojen 1976. Sastoji se od polumjeseca, koji se nalazi i na zastavi Alžira, te predstavlja Islam.   Oko grba se nalazi natpis: الجمهورية الجزائرية الديمقراطية الشعبية (hrvatski: Narodna Demokratska Republika Alžir).
Na grbu se još nalaze i ruka Fatime koja je tradicionalni simbol regije, te Sunce u izlasku, koje je simbol nove ere. Biljke na grbu predstavljaju poljoprivredu, tvornice industriju, a planine Atlas.

## Prijašnji grbovi Alžira
- Grb Francuskog Alžira, 1830. – 1962.
- Grb Nezavisnog Alžira 1962. – 1971.
- Prvi grb Alžira (1971. – 1976.)
- Drugi grb Alžira ( od 1976.)

## Vanjske poveznice
- Grb Alžira